# Rikdag de Meissen
Rikdag (de asemenea, Ricdag, Riddag sau Rihdag) (d. 985) a fost margraf de Meissen (sau de Thuringia) de la 979 până la moarte.
În 982, Rikdag a achiziționat mărcile de Merseburg și de Zeitz. În 985, el a devenit conte de Schwabengau. Pentru moment, el a reușit să reunească sub conducerea sa întreaga parte sudică din vechea Marcă a lui Gero. Marca astfel formată a fost nevoită să se confrunte cu vecinătatea triburilor slave ale chutizilor și dalaminzilor.
Fiica lui Rikdag, Oda sau Hunilda, a fost căsătorită cu Boleslau I al Poloniei, devenit ulterior rege.
În 983, ca urmare a înfrângerii de către sarazini a trupelor împăratului Otto al II-lea în bătălia de la Stilo, triburile slave aflate la răsărit de Ducatul de Saxonia s-au răscula tîmpotriva germanilor. Havelberg și Brandenburg au fost distruse, iar Marca de Zeitz devastată. Rikdag și Dietrich de Nordmark și-a unit trupele cu cele ale arhiepiscopului Gisilher de Magdeburg și ale episcopului de Halberstadt, obținând o victorie asupra slavilor la Belkesheim, în apropiere de Stendal. Cu toate acestea, germanii s-au văzut din nou limitați la teritoriul de la apus de Elba.
În 985, Rikdag și sora sa Eilsuita au fondat mănăstirea de la Gerbstedt, în care el a fost înmormântat, iar sora sa a devenit prima abatesă. Împreună cu o soție al cărei nume rămâne necunoscut, Rikdag a avut, pe lângă deja menționata Oda, un fiu și o altă fiică: Carol (d. 28 aprilie 1014), care a fost conte în Schwabengau din 992 și care, pe baza unor acuzații care ulterior s-au dovedit a fi false, a fost deposedat, și Gerburga (d. 30 octombrie 1022), care va deveni abatesă de Quedlinburg.